# ペータル1世 (セルビア王)
ペータル1世（クラリ・ペータル1世・カラジョルジェヴィッチ、セルビア語キリル文字:Краљ Петар I Карађорђевић、1844年6月29日 - 1921年8月16日）はセルビア王国の国王（在位:1903年 - 1918年）にしてセルビア人・クロアチア人・スロヴェニア人王国の初代国王。

## 幼少時代と国外生活
ペータルはベオグラードでセルビア公アレクサンダル・カラジョルジェヴィッチと公妃ペルシダ・ネナドヴィッチとの間に生まれた。セルビア公アレクサンダル・カラジョルジェヴィッチは1858年に退位し、ペータルを連れて現在のルーマニアに亡命した。
若いペータルは国外生活の大部分をフランスで過ごし、フランスで教育を受けてフランス陸軍に入隊しさえした。彼は1883年にモンテネグロ王ニコラ1世の王女リュビツァ（セルビア語名：ゾルカ）と結婚し、1884年にイェレナ王女、1886年にミレナ王女、1887年にジョルジェ王子、1888年にアレクサンダル王子、1890年にアンドレイ王子の5人の子供を儲けた。うちミレナ王女は1887年に1歳で、アンドレイ王子は1890年にゾルカ妃とともに出産のときに夭折した。
1903年にセルビア王アレクサンダル1世（アレクサンダル・オブレノヴィッチ5世）と王妃が軍事クーデターで殺害されると、ペータルはセルビアに戻り、同年6月11日にセルビア王に戴冠した。親オーストリア＝ハンガリーの路線をとったアレクサンダルに対して、親ロシアのペータルは南スラヴ統一の志向で知られていた。

## 治世
西欧で教育を受けたペータルは、西欧型立憲君主制を創設するという目標のためにセルビアの自由化を試み、ジョン・スチュアート・ミルの『自由論』をセルビア・クロアチア語に翻訳しさえした。
ペータルはバルカン戦争に伴う病気のために引退し、行政権は息子アレクサンダルに譲られた。
ペータルは第一次世界大戦中、軍隊視察のために時折塹壕を訪問したが、それほど活動的でなかった。1915年、当時71歳のペータルは訪問中にライフル銃を取り、敵兵を撃つ事態に巻き込まれたことがある。
ペータルが公に姿を現したのは、彼がセルビア人・クロアチア人・スロヴェニア人王国の国王となった1918年12月1日が最後であった。その後1921年、ベオグラードにて77歳で崩御した。

## 王位継承
ペータル1世の長男ジョルジェ王子はその法定推定相続人だったが、彼はかっとなって使用人を蹴って殺害するという事件を起こし、1909年にやむを得ず王位継承権を放棄して弟のアレクサンダルに譲渡した。

## 遺産
ペータルは、軍事的背景による謙遜さゆえに長く記憶されている。彼は治世の間中非常に人気があり、依然セルビアで最も人気のある指導者のひとりである。
彼の子どもたちは大人になってからヨーロッパ事情で重要な役割を果たした。アレクサンダル1世は西欧に同調し、「ユーゴスラヴィア人」の民族アイデンティティの育成を促進した。母を幼くして亡くしたイェレナ王女は、母方の叔母たちによりロシアで養育され、ロシアの皇族イオアン・コンスタンチノヴィチ公と結婚し、グリゴリー・ラスプーチンにアレクサンドラ皇后を紹介した。

## ペータル1世を描いた作品
セルビア・クライシス（原題：Краљ Петар Први）
2018年のセルビア・ギリシャ合作の戦争映画。 監督はペータル・リストフスキー。ペータル1世役はラザル・リストフスキー。原作はミロヴァン・ヴィテゾビッチの1994年の小説『Чарапе краља Петра（国王ペータルの靴下）』。